# Кам'яно-Костуватський заказник
Кам'яно-Костуватський заказник — ландшафтний заказник місцевого значення в Україні. Розташований на території Братського району Миколаївської області, у межах Кам'яно-Костуватської сільської ради.
Площа — 523,7 га. Статус надано згідно з рішенням Миколаївської обласної ради № 8 від 02.02.2013 року задля збереження долини р. Кам'яно-Костувата з каньйоноподібними ділянками і виступами гранітів між селами П'ятихатки та Воронине Братського району.
Заказник займає обидві частини берегів річки Кам'яно-Костувата з каньйоноподібними ділянками і виступами гранітів, розташований між селами П'ятихатки та Воронине.